# Mauritània
|  | Per a altres significats, vegeu «Mauritània (desambiguació)». |

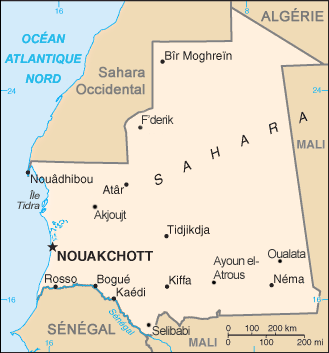
Mapa de Mauritània

Mauritània, oficialment la República Islàmica de Mauritània, és un estat situat al nord-oest de l'Àfrica. Limita al sud-oest amb el Senegal, a l'est i el sud-est amb Mali, al nord-est amb Algèria i al nord-oest amb el territori del Sàhara Occidental annexionat pel Marroc. A l'oest, té una extensa costa banyada per l'oceà Atlàntic. La capital i ciutat més poblada n'és Nouakchott, localitzada a la costa atlàntica.

## Història
Mauritània va néixer d'un regne amazic, Mauretània, cap al segle iii. La seva població descendia del Regne de Ghana de l'antiguitat i era majoritàriament d'ètnia negra. L'arribada dels àrabs, però, els va sotmetre a l'esclavatge i va forçar-los a convertir-se a l'islam fins al segle xviii. La política estava en mans dels senyors locals, aliats amb clans guerrers per al control de la terra.
El colonialisme va portar els portuguesos, els holandesos i els francesos a terres mauritanes, a la recerca d'or i d'esclaus. Van ser aquests darrers qui es van establir, integrant-la en l'Àfrica Occidental Francesa, en la seva lluita per crear un imperi continu que trenqués l'hegemonia imperialista anglesa al continent. El maig de 1903 es va declarar territori militar i Xavier Coppolani, amb una tropa, va ocupar Trarza i el 1904 Brakna; llavors es va establir el territori civil el novembre del 1904: rebé Coppolani el càrrec de comissari del govern general de l'AOF (Àfrica Occidental Francesa). Les fronteres definitives van traçar-se el 1904 amb un acord entre l'estat espanyol i el francès.; el 1905 va sotmetre Tagant. Coppolani fou assassinat el 12 de maig de 1905 però el procés no es va aturar i després de la derrota de Ma al-Aynayn, el nord fou sotmès el 1913. Un decret de 4 de desembre de 1920 va transformar el govern civil en colònia. El 1948 fou declarat colònia dins la federació de l'Àfrica Occidental Francesa fins al 28 de novembre de 1958, en què va esdevenir autònoma sota el nom de República Islàmica de Mauritània, dins la Comunitat francesa. La capital en fou Nouakchott (Anwakshut).
El país va independitzar-se el 1960. La segona meitat del segle xx va estar marcada per successius cops d'estat i el domini d'un partit únic, que no s'ha extingit malgrat la convocatòria oficial d'eleccions democràtiques des del 1991. La vida política mauritana va estar dominada pel Parti du Rassamblement de Mauritanie (més tard, Partit Popular de Mauritània, PPM), que va vèncer en les eleccions de 1959. El seu líder era Mukthar Uld Dada, que va ser nomenat president el 1960 i va exercir el càrrec durant 18 anys; la seva aventura sahariana, amb la lluita contra els sahrauís i les successives derrotes, va provocar la seva deposició per l'exèrcit el 1978, encapçalat per Uld Jaidala. L'esclavatge havia estat abolit el 1905, i es va confirmar el 1960, però de fet va subsistir i fou altre cop abolit el 1980. El 1983, els grups d'ètnia negra (els kewri) van fundar les Forces d'Alliberament Africanes de Mauritània, FLAM, que inicialment pretenien crear un estat negre independent al sud de Mauritània; van fer diversos atacs des del Senegal, especialment als darrers anys de la dècada dels vuitanta, però més tard van modificar els seus plantejaments i es van erigir en força democràtica contra el sistema.
El 1989 i 1990, el govern va deportar massivament els que anomenava senegalesos establerts a Mauritània, però que en realitat eren en gran part kewris. Al mateix temps, Senegal va expulsar els magribins que vivien al país, principalment magribins negres. El 1990, uns tres mil kewris foren detinguts a les principals ciutats mauritanes, incloent-hi membres de les forces armades, que foren acusats de planejar un cop d'estat; dotzenes de detinguts foren executats sense judici. El 1991, el president Taya va decidir establir el multipartidisme, però no per això es van aturar les execucions i les detencions arbitràries; els responsables en foren amnistiats el 1993. En aquest any, uns seixanta mil kewris havien fugit al Senegal. En les eleccions del 1994 va triomfar el partit governamental PRDS, però al sud del país va tenir molta força l'opositor UFD (Unió de Forces Democràtiques), de base kewri. El 1995, es va establir una organització comuna de negres i magribins blancs anomenada Acció pel Canvi, dirigida per l'antic secretari general de la UFD, Messaoud Ould Boulkheir. En les eleccions de 1996, la UFD va perdre bastants escons en llocs on tradicionalment era majoria, i el seu cap, Uld Dada, va acusar el govern de frau i es va retirar de la segona volta.
En les presidencials del 1997 l'oposició, agrupada en el Front Popular (format per la UFD, Acció pel Canvi, L'Altala, Aliança pel Canvi i el Progrés, i la Unió per la Democràcia i el Progrés) va rebutjar participar-hi, i Maaouya Ould Sid'Ahmed Taya fou elegit president sense rival. Mohamed Ould Abdel Aziz va arribar al poder amb la seva victòria a les eleccions de març de 2007 i va substituir una junta militar que havia governat l'estat després de derrocar en 2005 amb cop d'estat el president Taya.
El 6 d'agost de 2008, el president de Mauritània, Sidi Mohamed Uld Cheij Abdallahi, el primer ministre, Yahya Uld Ahmed el Waghef, i el ministre de l'Interior, van ser detinguts pels caps de l'exèrcit. Després del cop d'estat Mohamed Ould Abdel Aziz es va convertir en president de l'Alt Consell d'Estat i va dimitir l'abril de 2009 per presentar-se com a candidat a les eleccions presidencials de juliol de 2009, que va guanyar i va ser reelegit el 2014. Mohamed Ould Ghazouani va assumir el càrrec l'agost del 2019 i va tornar a guanyar les eleccions de 2024, nomenant Moctar Ould Diay com a primer ministre després de la dimissió de Mohamed Ould Bilal.

## Geografia

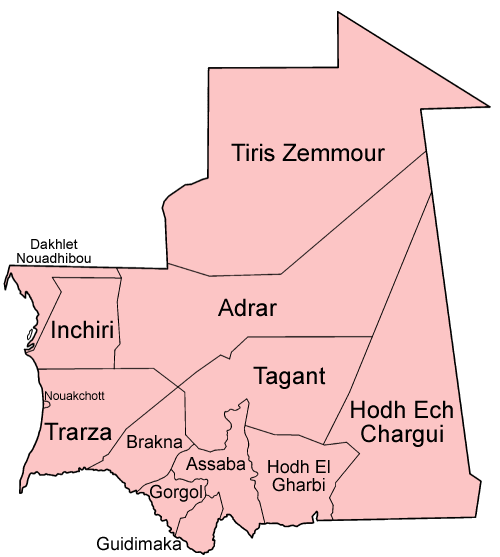
Regions de Mauritània

És el 29è estat més extens del món, amb una superfície d'1.030.700 km². El seu relleu està marcat pels terrenys plans i el desert del Sàhara (que ocupa tres quartes parts del país), que provoca contínues sequeres en una població que depèn bàsicament de l'agricultura.

## Societat

### Religió
Mauritània és gairebé 100% musulmana, amb la majoria dels habitants adherits a la denominació sunnita. Les ordres sufís, el Tijaniyah i el Qadiriyyah, tenen una gran influència no només al país, sinó al Marroc, Algèria, Senegal i altres països veïns. La diòcesi catòlica romana de Nouakchott, fundada el 1965, serveix als 4.500 catòlics de Mauritània (la majoria residents estrangers de l'Àfrica occidental i Europa).
Hi ha restriccions extremes a la llibertat de religió i creença a Mauritània; és un dels tretze països del món que castiga l'ateisme per mort. El 27 d'abril de 2018, l'Assemblea Nacional va aprovar una llei que fa obligatòria la pena de mort per a qualsevol persona condemnada per "discurs blasfem" i actes considerats "sacrílegs". La nova llei elimina la possibilitat segons l'article 306 de substituir la pena de presó per la pena de mort per determinats delictes relacionats amb l'apostasia si el delinqüent es penedeix immediatament. La llei també preveu una pena de fins a dos anys de presó i una multa de fins a 600.000 Ouguiyas (aproximadament 14.630 euros) per "ofendre la indecència pública i els valors islàmics" i per "incomplir les prohibicions d'Al·là" o ajudar en la seva infracció.

### Llengües
La llengua oficial o nacional de Mauritània és l'àrab hassania. El SIL internacional ha llistat un total de 6 llengües a Mauritània, totes vives:
- Àrab hassania: 2.475.000 parlants a Mauritània, al llarg de tot l'estat. També es parla a Algèria, Mali, el Marroc, Níger i el Senegal.
- Imeraguen: 534 parlants, a prop de Nouakchott, entre Cape Timiris i Nouadhibou.
- Pulaar: 150.000 parlants a Mauritània.
- Soninke: 30.000 parlants a la regió de Chamana.
- Wòlof: 10.000 parlants a Mauritània.
- Zenaga: entre 200 i 300 parlants, entre Mederdra i la costa atlàntica, al sud de Mauritània.

A més a més, a Mauritània també es parla el bambara, el francès, el coreà (60.000) i el tamasheq.

### Grups ètnics
A Mauritània, viuen cinc grups ètnics: els magribins blancs, els magribins negres, els halpulaaren (tokeleur i fulani o peuls), els soninke o sarakole i els wòlofs (aquests tres darrers grups, en conjunt, formen els anomenats kewri). Els magribins blancs exerceixen l'hegemonia política. Els magribins negres són els antics esclaus negres dels magribins blancs. El 1974, els magribins negres van fundar l'associació El Hor ('Llibertat'), però aviat els seus caps foren arrestats i exiliats (1979-90) i l'organització, si bé va subsistir, va perdre tota influència.

### Moda
La moda a Mauritània ha estat influenciada per les modes tradicionals del nord d'Àfrica i d'Àfrica al sud del Sàhara. El clima àrid i càlid del desert maurità va determinar la naturalesa de cada peça de roba amb el vestit tradicional.
El daraa o boubou d'origen Ful, és el vestit indiscutible dels homes moriscos a Mauritània. Aquest vestit tradicional sol estar fet de cotó chiga, o bazin de damasc. La daraa pot ser de color blau o blanc, amb una escletxa per al cap i solapes obertes (mànigues) a banda i banda, que es poden plegar sobre les espatlles. Aquest boubou de vegades està decorat, en diversos llocs, amb boniques sanefes. Sota aquest boubou, els homes porten pantalons harem, pantalons amples, blaus, blancs o negres.
Un txetxe o haouli en hassania, blau, blanc o negre, el porten els homes per protegir-se del sol i de les tempestes de sorra.
La melehfa, un vel rectangular llarg, flexible i generalment prim, embolcalla els moriscos de cap a peus. Es tenyeix amb tints d'un o diversos colors.
Entre els fulbe, soninkes, wòlofs i bambares, la versió femenina del boubou molt utilitzada als països del Sahel la porten les dones, amb uns preciosos taparrabos per sota i una bufanda al cap. La bolonta la porta principalment la població soninké de Kaédi al sud del país, té forma de caftan, però és sense mànigues, a sota hi posem una camisa de màniga llarga anomenada katalla.

### Arts

#### Poesia
És l'art més apreciat dels mauritans amb els contes. Mauritània és coneguda al món àrab com la "Terra d'un milió de poetes". La poesia és valorada entre els principals grups ètnics del país:
- en soninke: Xaran sungu
- àrab clàssic: echiir
- en hassaniyya: leghna
- en wolof: taalif
- en pulaar: jime

#### Contes
A la nit sota les estrelles després d'un dia calorós, als mauritans els agrada contemplar el seu entorn. Les coses es magnifiquen (sense divinitzar-les, ja que això està prohibit per l'islam), els narradors saben explicar històries que permeten escapar la imaginació cap al contemplatiu.
Els contes també serveixen per educar els infants transmetent coneixements, preceptes amb exemples desenvolupats en forma de contes.

#### Literatura Fulani
És principalment oral, format per cançons i música. Cada grup social (guerrers, teixidors...) té el seu cant.

#### La música
La música morisca o hassani es troba a la confluència de la música àrab i l'Àfrica subsahariana. Està influenciada pels sons dels negres del sud.
La música tradicional recorda les gestes dels prínceps guerrers dels emirats i imperis que hi ha hagut a Mauritània. És força elitista. Avui dia, la música popular interpretada per artistes contemporanis s'escolta en esdeveniments tradicionals com ara casaments i batejos.
Els principals instruments de la música morisca o hassani són el Tidinit, l'Ardîn, el Tbol, etc.
Els instruments musicals es modernitzen i substitueixen el Kora, el Djembé, el dum dum, el Ngoni, el Tambin (flauta Fulani)...

### Jocs

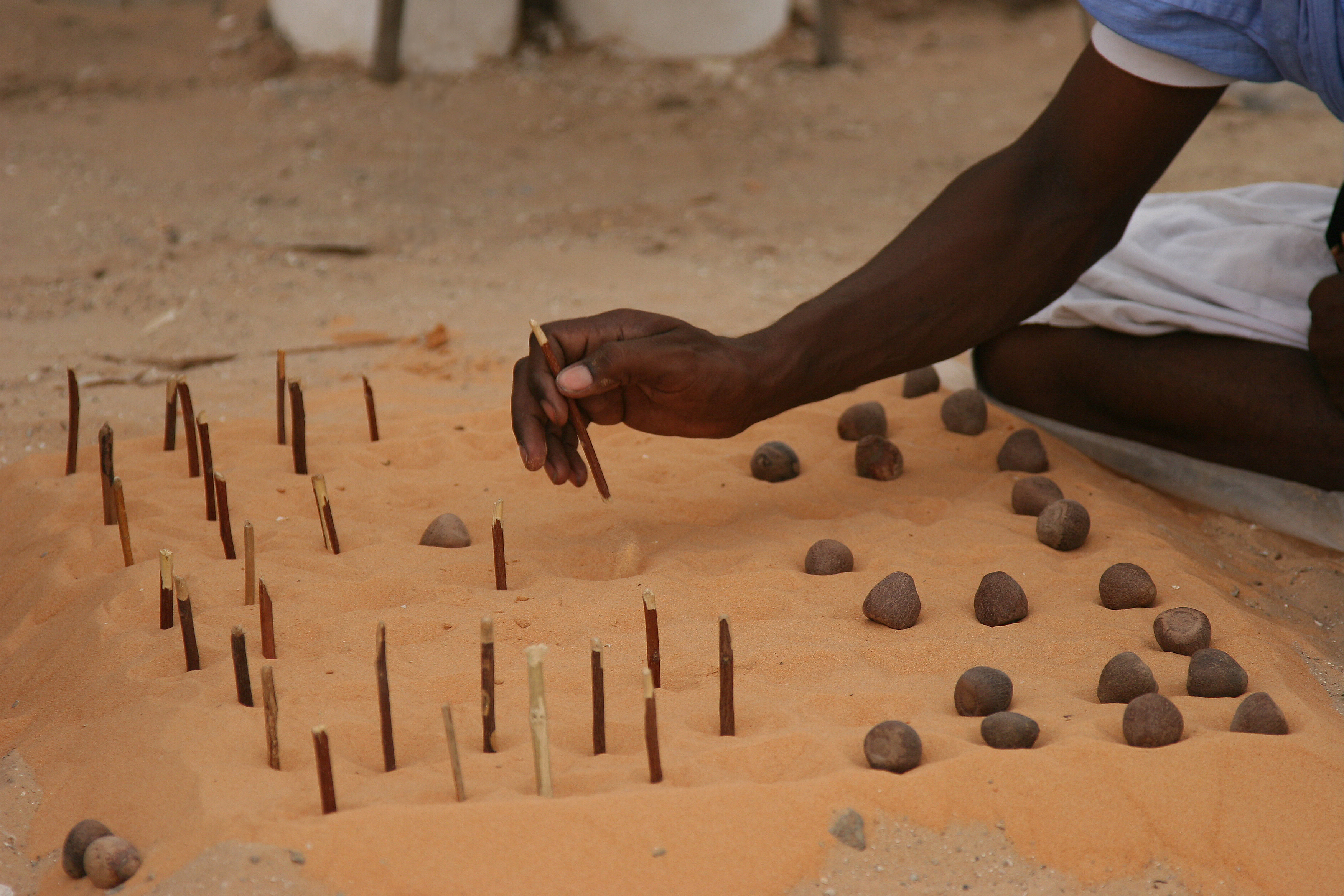
Dames

La influència de l'Islam en les relacions home/dona ha creat dos tipus de jocs:
- ja sigui només per a dones (es-sig, krour, Em-Ehmeidech, Chnague, lewzar, Sigueye, Salar...) en llocs frescos (tendes, cases) o llocs ombrejats (arbres...);
- ja sigui només per a homes (Edghougha, Heibe, Towd, Dhamet,[18] Khreibga, Diaro...) en llocs oberts, a l'aire lliure ;
- o només per a nens.

### Gastronomia

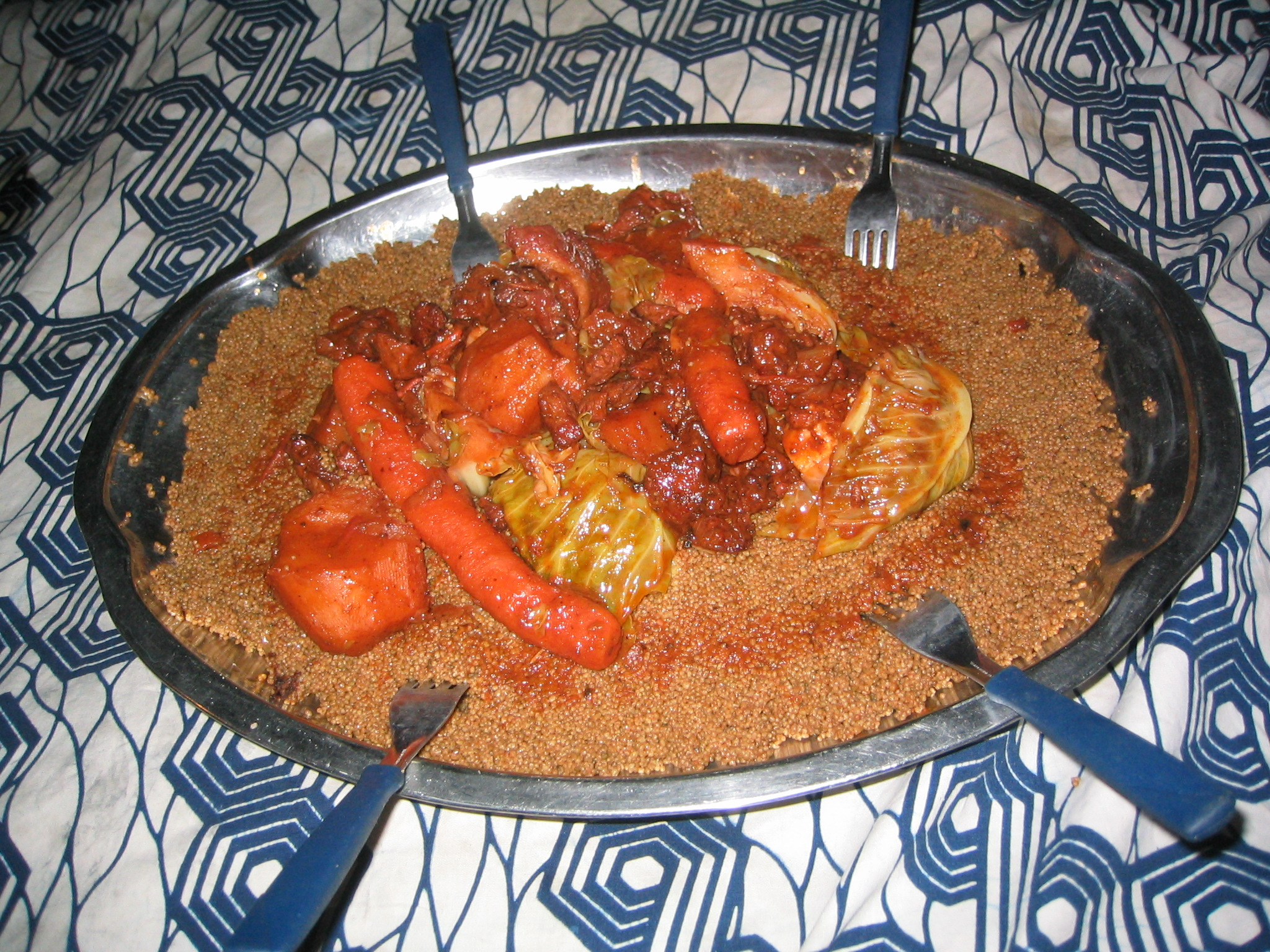
Cuscús de camell (Trarza)

La cuina mauritana està formada per productes locals: mill, blat, ordi, mongetes, síndria, dàtils, etc. És, doncs, una cuina típica dels pobles del Sahel. Els plats més famosos es basen en dues varietats de cuscús anomenats comunament cuscús petit i cuscús gran, i, fundat, Makhafo, El aiche, Baci, sakou, Echerchem, Leglyé, Bellakh, Belleghmane, Hacou, lemvassas, soupou kandia, mechoui, okra, néré, thieboudienne, mafé, lakh, etc.
Les proteïnes animals provenen de camells, ovelles i cabres, vedella i peixos (a la costa). El formatge de caravana s'elabora amb llet de camell.
A banda d'aquests productes tradicionals, també es consumeixen altres aliments com l'arròs i les patates i la globalització està influint en els mètodes i usos culinaris.